# Piltdown
Piltdown est un village de Grande-Bretagne, situé en Angleterre dans le Sussex. Il donna son nom à l'Homme de Piltdown dont les ossements y furent découverts en 1908.